# Elatostema filicoides
Elatostema filicoides là loài thực vật có hoa trong họ Tầm ma. Loài này được (Seem.) Schröt. mô tả khoa học đầu tiên năm 1936.